# Maiden Castle (Antarktika)
Das Maiden Castle (englisch für Jungfrauenburg) ist eine markante Felsformation im ostantarktischen Viktorialand. In den Allan Hills ragt sie östlich der Halle Flat auf.
Erkundet wurde sie 1964 von einer Mannschaft, die im Rahmen des New Zealand Antarctic Research Program in den Allan Hills tätig war. Diese benannte sie nach dem Maiden Castle, einem Hillfort in der englischen Grafschaft Dorset.